# پیز تسچیروا
پیز تسچیروا (به لاتین: Piz Tschierva) یک کوه در سوئیس است که در کانتون گراوبوندن واقع شده‌است. پیز تسچیروا ۳٬۵۴۶ متر بالاتر از سطح دریا واقع شده‌است.